# Алкау
Алка́у (каз. Алқау) — село у складі Мендикаринського району Костанайської області Казахстану. Входить до складу Альошинського сільського округу.
Населення — 100 осіб (2021; 162 у 2009, 183 у 1999, 155 у 1989).